# ألييسون آيرس دوس سانتوس
ألييسون آيرس دوس سانتوس هو لاعب كرة قدم برازيلي في مركز الدفاع، ولد في 23 أكتوبر 1990 في ساو باولو في البرازيل. لعب مع مكابي حيفا.

## وصلات خارجية
- ألييسون آيرس دوس سانتوس على موقع قاعدة بيانات كرة القدم.إي يو (الإنجليزية)
- ألييسون آيرس دوس سانتوس على موقع Soccerway.com (الإنجليزية)
- ألييسون آيرس دوس سانتوس على موقع عالم كرة القدم.نت (الإنجليزية)